# Dan Forrest
Daniel Ernest Forrest Jr. (nacido el 7 de enero de 1978) es un compositor, pianista, educador, y editor musical estadounidense.

## Biografía
Dan Forrest nació en Elmira, Nueva York. Forrest demostró un interés temprano y aptitud para la música, y empezó a tomar lecciones de piano con su profesor de música de la escuela primaria, a la edad de ocho años. En la escuela secundaria ganó numerosos premios de piano, acompañó coros de honores, y actuó en el Concierto de Piano Grieg con la Sinfónica de Elmira. Forrest se especializó en piano en la Bob Jones University, donde cursó una licenciatura en música, y luego una maestría en música, con énfasis en interpretación de piano, mientras también estudiaba teorías avanzadas y composición  con Joan Pinkston y Dwight Gustafson. Después de enseñar piano durante tres años en Carolina del Sur, se mudó a Kansas donde obtuvo un doctorado en artes musicales en composición de la Universidad de Kansas, donde estudió con el compositor de orquesta James Barnes. Forrest también estudió con Alice Parker, a quien considera una de sus influencias más importantes. Las composiciones de Forrest incluyen obras corales, instrumentales, orquestales, y trabajos para instrumentos de viento. Su música aparece en el catálogo de numerosas editoriales, principalmente en Beckenhorst Press (música religiosa) y Hinshaw Music (música para conciertos). En 2018, empezó a autopublicar las partituras de su música para conciertos, a través de su propia editorial, La Música de Dan Forrest, partituras que son distribuidas por Beckenhorst Press. Sus trabajos publicados han vendido millones de copias en todo el mundo.

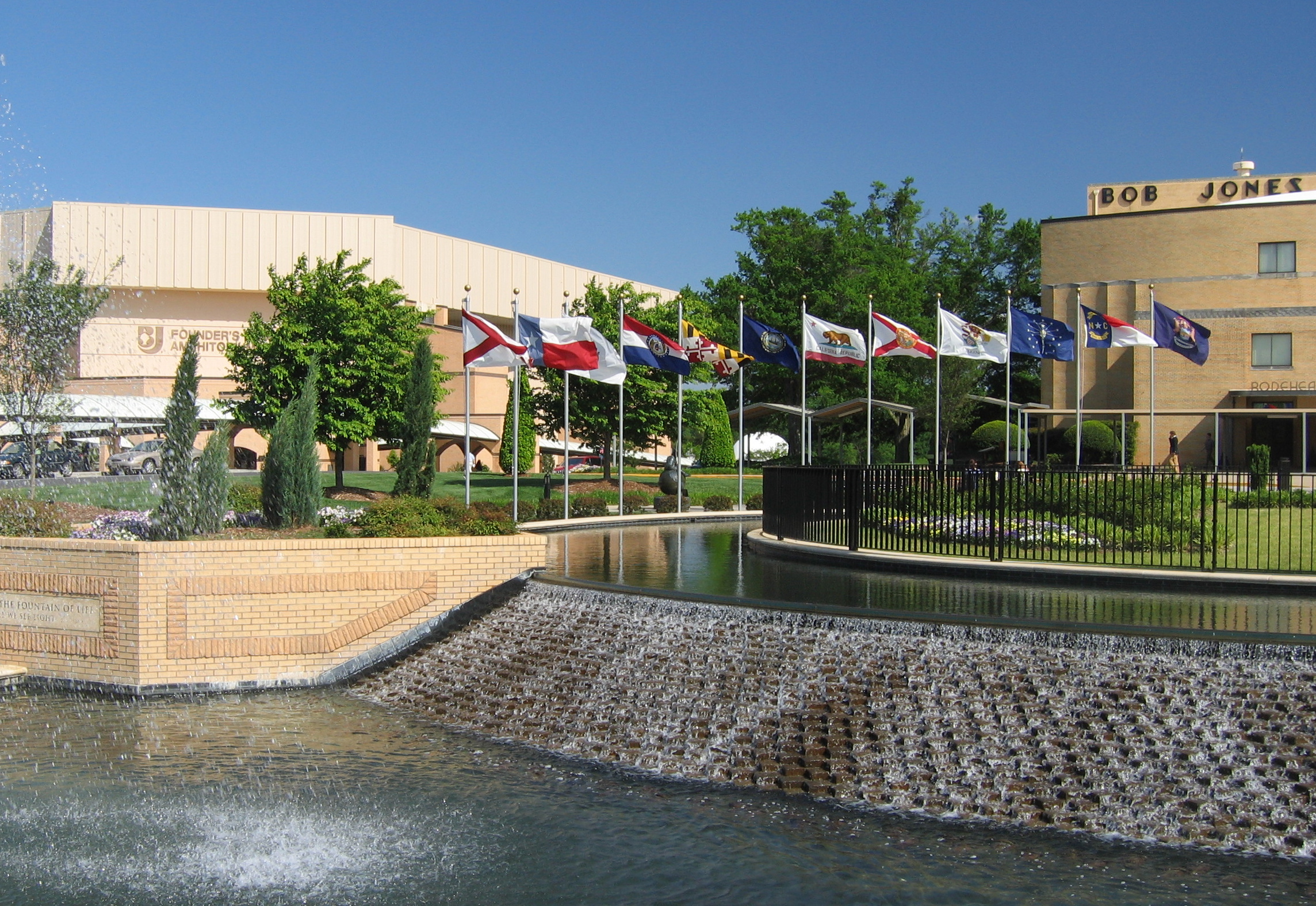
Fuente del campus de la Bob Jones University

Piezas corales de Forrest han recibido el premio ASCAP Morton Gould Young Composer's, el premio ACDA Raymond Brock, la beca Meet the Composer, el galardón Cius de la Universidad de Kansas, el premio ALCM Raabe, y muchos otros reconocimientos y distinciones. La música de Forrest es ejecutada regularmente en importantes escenarios alrededor del mundo, incluyendo el Carnegie Hall, el Lincoln Center, o el programa de música clásica de la NPR Performance Today. Una reseña del periódico The Salt Lake Tribune se refirió "a la magnífica escritura coral" de Forrest, y como ejemplo de ello, citó su arreglo de "The First Noel", el cual dice el periódico estaba "lleno de momentos estremecedores". Forrest es uno de los pocos compositores cuyos trabajos han sido incluidos, tanto en el Teaching Music Through Performance in Choir, como en elTeaching Music Through Performance In Band. El Requiem for the Living (2013)  de Forrest es, quizás, su trabajo más conocido, el cual ha sido interpretado centenares de veces, a lo largo y ancho del mundo. Sus otros trabajos importantes son: Jubilate Deo (2016) y LUX: The Dawn From On High (2018), los cuales también vienen siendo interpretados ampliamente.
Enseñó teoría de la música y composición en la Universidad de Kansas como profesor asistente graduado de 2004 a 2007, y en la Bob Jones University de 2007 a 2012, donde se desempeñó también como presidente del departamento de teoría de la música y composición. Ahora se desempeña como coeditor en Beckenhorst Press, regularmente dicta clases de composición, clases magistrales, y dicta charlas acerca de componer, hacer música, estéticas, publicación de la música, y el negocio de la música. Forrest también ejerce como profesor artístico invitado, en universidades y coros de los EE. UU. y el extranjero. También se desempeña como artista residente en la Mitchell Road Presbyterian Church (PCA), de Greenville, Carolina del Sur.

## Estilo

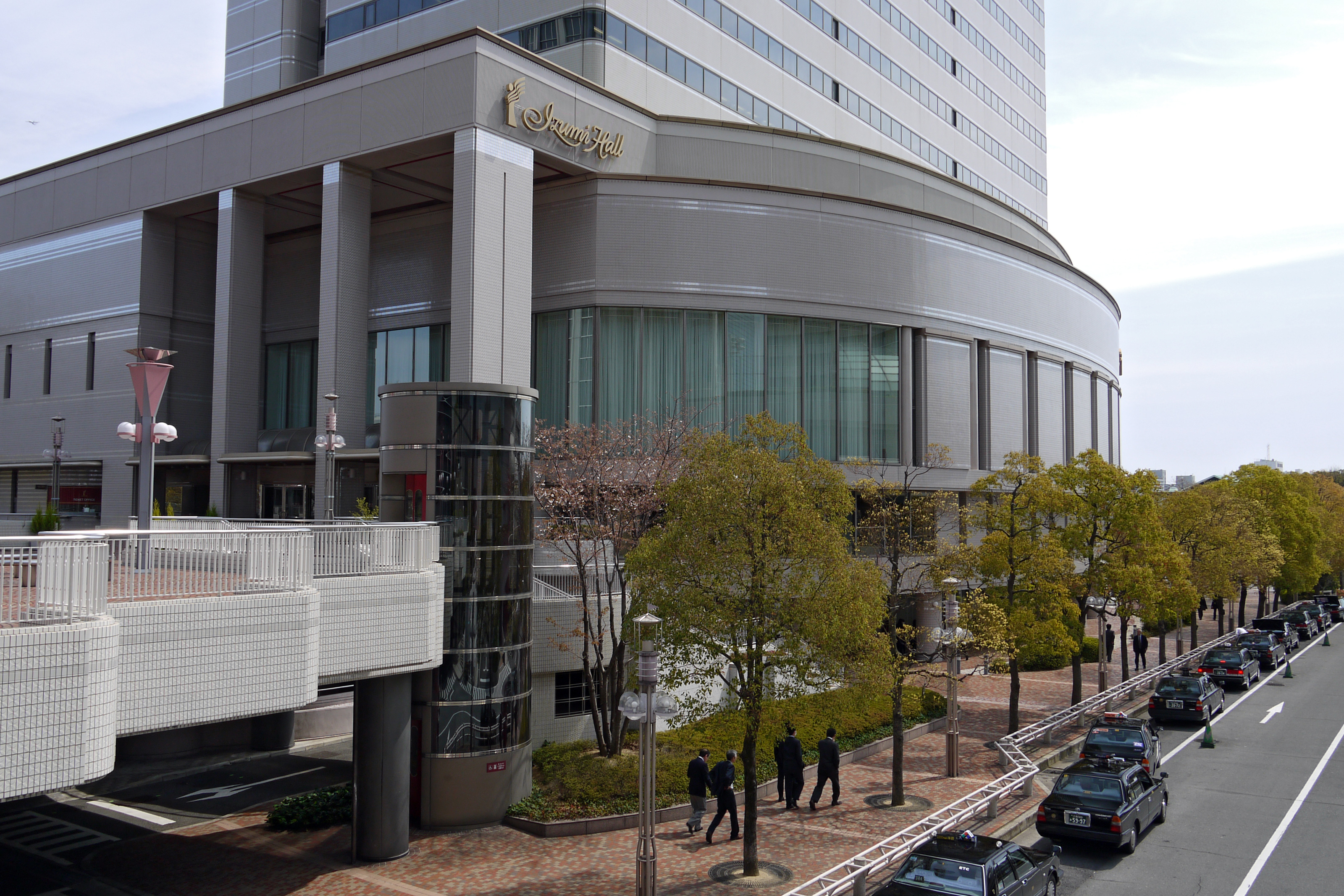
Izumi Hall, Osaka, Japón

Se siente tan cómodo en la música para conciertos, como con la música religiosa, pues tiene conocimientos extensos en ambos campos, y compone para ensembles vocales, a través del espectro de la música coral. Su respaldo académico, y su experiencia con orquestas y coros profesionales, le permite escribir una música compleja que requiere sofisticados intérpretes, aun así, también escribe música accesible para ser interpretada por coros de cantantes aficionados. Es conocida su habilidad para escribir líneas melódicas para todas las voces e instrumentos, que él atribuye a su estudios con Alice Parker y James Barnes. Sus trabajos corales se destacan por su sensibilidad en los matices, ritmos discursivos, y significados profundos de sus textos. Además, su talento como pianista y su formación y experiencia en instrumentación y orquestación, resultan en acompañamientos distinguidos por su escritura idiomática y efectiva, impactante, y de eficaz puntuado.

## Reconocimientos
- 2004 Fundación John Ness Beck, primer lugar (con el connotado compositor John Rutter en el segundo lugar). Su composición ganadora fue un arreglo coral  de The King of Love My Shepherd Is.[17]
- 2005 Asociación Estadounidense de Directores Corales (ACDA), competencia de composición Raymond Brock. Su pieza ganadora, "Selah", fue estrenada en la  convención ACDA de 2006.[18]
- 2006 ASCAP Morton Gould Young Composers Award para movimientos selectos de Words From Paradise, una extensa obra para coro a capela. El premio fue entregado en el Lincoln Center.
- 2009 Fundación John Ness Beck, primer lugar.
- 2009 Premio Raabe, Asociación de Músicos de la Iglesia Luterana, para su In Paradisum
- 2009 Concurso internacional de composición de orquestas de viento Frank Ticheli, Finalista.[19]
- Numerosos otros premios en concursos de composición, sociedades musicales (Forrest fue alistado por la sociedad musical Delta Omicron en 2015), membresías honoríficas, etc.[20]

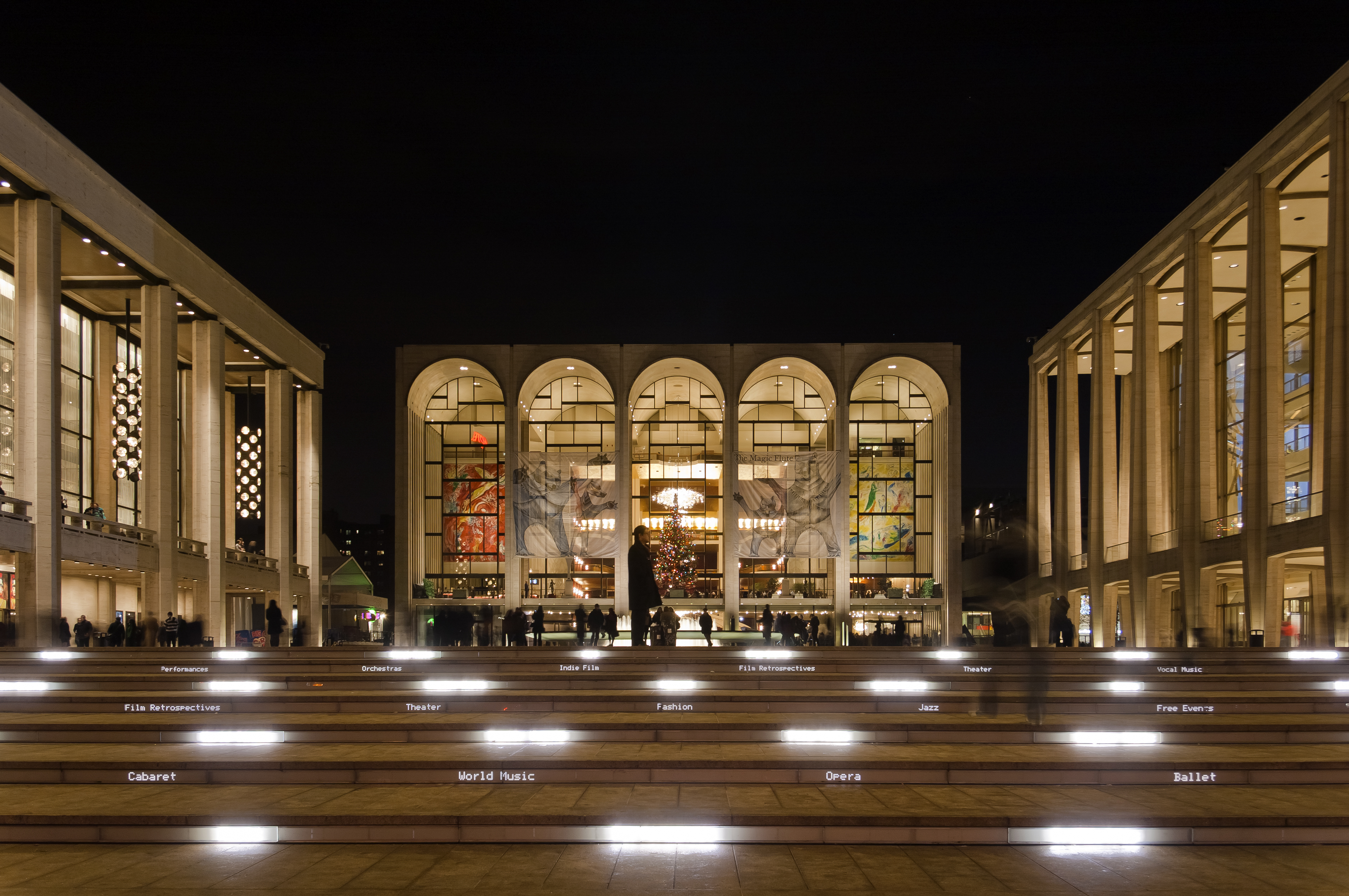
Lincoln Center, Nueva York

## Interpretaciones destacadas
- El 11 de febrero de 2007, la música de Forrest fue interpretada en el Carnegie Hall por primera vez, con la premier mundial  de "Arise, Shine!". Sus trabajos son ahora ejecutados allí regularmente.
- El día de Navidad de 2008, la cadena de radio pública estadounidense, NPR presentó el villancico de Forrest "Carol of Joy", en el programa Performance Today.
- El 24 de marzo de 2013, se estrenó el "Requiem for the Living" de Forrest como un trabajo encargado por The Hickory Choral Society, en honor del aniversario número 35 de la organización.[21]
- En la primavera de 2016, el Jubilate Deo Forrest fue estrenado como trabajo encargado por el Coro de Niños de Indianapolis en honor de su fundador Henry Leck  quien se pensionó ese año.[22]
- En la primavera de 2017, LUX: The Dawn From On High  fue estrenada como trabajo encargado por el Greenville Chorale y Sinfónica, dirigido por Bingham Vick, Jr.[23]
- Otros estrenos de obras encomendadas incluyen Himenami (en el Izumi Hall, de Osaka, Japón), No Nobis Domine (en la Catedral  de Salzburgo, Austria, julio de 2018), y muchos otros.[24][25]

## Obras musicales
- Requiem for the Living (2013)
- Jubilate Deo (2016)
- LUX: The Dawn from on High (2018)
- El catálogo completo de composiciones de Forrest, incluyendo sus trabajos de diversas extensiones, ya sea para coro de iglesia o para concierto, se encuentra disponible en su sitio web.

## Vida personal
Forrest es casado y tiene tres hijos. Es un piadoso cristiano, y ve todo su trabajo musical como una extensión de su fe.